# هالمدل
هالمدل (به انگلیسی: Holmdel Township) شهری در ایالت نیوجرسی کشور ایالات متحده آمریکا است که جمعیت آن در سرشماری سال ۲۰۱۰ میلادی، ۱۶٬۷۷۳ نفر بوده‌است.